# اپسیلون تور

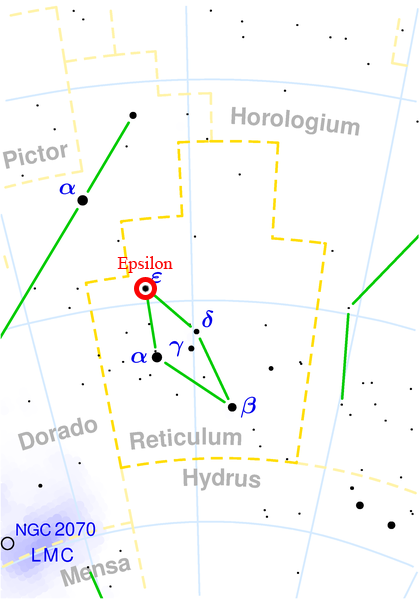
نمایی از محل قرارگیری ستارهٔ اپسیلون تور (دایره قرمز) در مدار – ۲۰۰۷

اپسیلون تور یک ستاره است که در صورت فلکی تور قرار دارد.